# Lenny Bruce
Pour les articles homonymes, voir Lenny.
 (septembre 2015).
Si vous disposez d'ouvrages ou d'articles de référence ou si vous connaissez des sites web de qualité traitant du thème abordé ici, merci de compléter l'article en donnant les références utiles à sa vérifiabilité et en les liant à la section « Notes et références ».
Leonard Alfred Schneider, dit Lenny Bruce, est un comique, scénariste, acteur et réalisateur américain né le 13 octobre 1925 à Mineola (Long Island, New York) et mort le 3 août 1966 à Hollywood (Californie).

## Biographie
Lenny Bruce est un humoriste né en 1925 à New York, d'origine modeste, juive, d'une mère connue dans le monde du spectacle.
À seize ans, il fugue et, après avoir travaillé dans une ferme durant deux ans, puis s'être fait engager volontaire dans l'US Navy trois autres années, il fourbit ses armes (spirituelles) dans le circuit des cabarets de New York et des hôtels de Catskill, berceau de l'humour Borscht Belt.

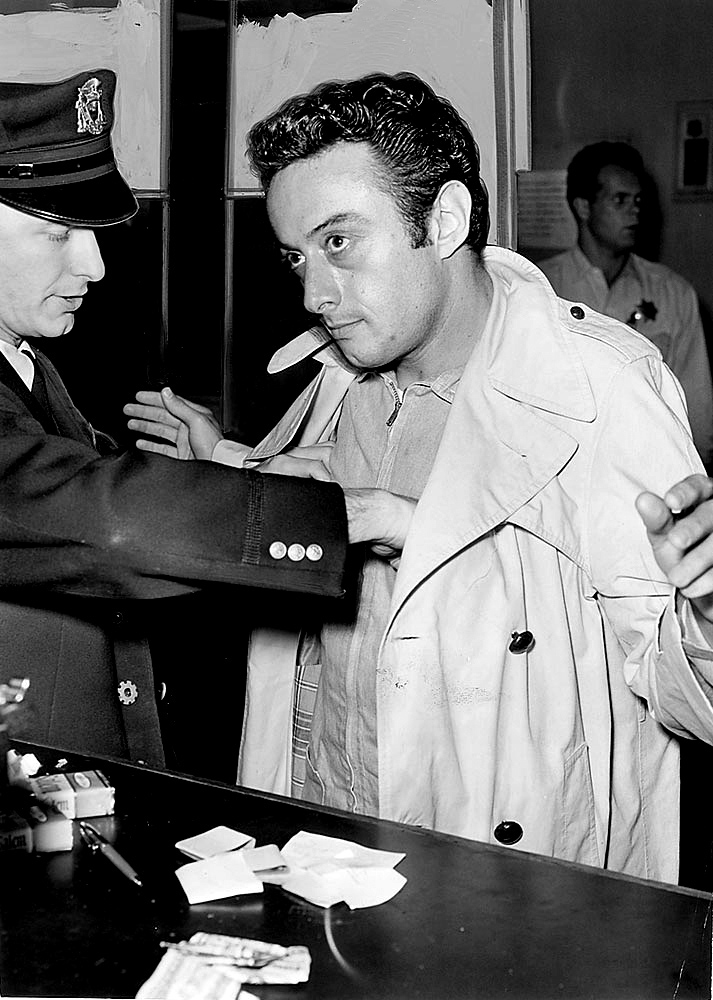
Lenny Bruce lors d'une arrestation en 1961.

Il devient le comique le plus célèbre et le plus controversé des États-Unis dans les années 1960. Arrêté pour obscénité à de multiples reprises, placé sous la plus étroite surveillance du FBI, il incarne l'esprit contestataire de cette décennie et, par son talent pour l'improvisation et sa liberté de ton, reste la référence majeure des humoristes américains qui le considèrent comme le maître, sinon l'inventeur du stand-up[réf. nécessaire]. Porte-parole de la liberté de pensée, il pourfend les dogmes et les idées reçues par son sens de l'autodérision, sa dénonciation de l'hypocrisie puritaine et son utilisation de la langue comme arme de combat. Selon lui, l'obscénité ne réside pas dans les mots crus ou la pornographie, par exemple, mais dans la façon dont la société, les institutions, la bonne moralité masquent leur violence coercitive sous des dehors de fausse vertu.
Il est mort d'une overdose d'héroïne en 1966 ; sa santé était précaire à la suite d'une hépatite contractée très tôt, en 1944. Sa disparition survient un mois après qu'il a accompli une double performance en concert au Fillmore West avec Frank Zappa et The Mothers Of Invention (les 24 et 25 juillet 1966). Une partie de son œuvre est publiée l'année suivante.

## Hommages
Bob Fosse consacre à Lenny Bruce en 1974 un film biographique, Lenny, dans lequel Dustin Hoffman interprète le rôle principal.
Guy Bedos lui a rendu hommage dans un sketch, Propos obscènes, estimant que l'obscénité était le comportement des policiers qui, à la mort de Lenny Bruce, ont permis aux journalistes de le prendre en photo la seringue encore dans son bras, allant jusqu'à la repiquer quand elle est tombée.
Dans son roman Vous n'étiez pas là, Alban Lefranc imagine une longue  rencontre entre Lenny Bruce et la chanteuse Nico (qui lui a dédié Eulogy to Lenny Bruce dans son album Chelsea Girl) et il réécrit certains des sketches du comique.
John Mayall cite Lenny Bruce afin d'étayer son propre message dans sa chanson The Laws Must Change sur l'album The Turning Point : (« Gotta try and take the time / To figure out how the issue got that big / Lenny Bruce was trying to tell you / Many things before he died / Don't throw rocks at policemen / But get the knots of law untied »). (« Je vais essayer et prendre le temps / Pour montrer à quel point le dénouement est crucial / Lenny Bruce essayait de vous raconter / Beaucoup de choses avant de mourir / Ne pas jeter des pierres sur les policiers / Mais il faut défaire les nœuds de la loi »)
Bob Dylan lui consacre une chanson dans son album Shot of Love en 1981.
Il est mentionné dans la chanson It's the End of the World as We Know It de R.E.M.
La chanson 7 O'Clock News/Silent Night de Simon and Garfunkel (album Parsley, Sage, Rosemary and Thyme, 1966) comprend l'annonce par le journaliste de sa mort par overdose.
Lenny Bruce apparaît sur la pochette de l'album des Beatles Sgt. Pepper's Lonely Heart Club Band, paru en 1967.
La série Amazon Mme Maisel, femme fabuleuse met en scène un Lenny Bruce qui intervient de manière récurrente en tant que soutien et ami du personnage principal de la série. Interprété par Luke Kirby, qui a remporté pour ce rôle un Emmy Award en 2019, il y est dépeint comme le père de la stand-up comedy engagée, à la fois désinvolte et torturé par son art, qui le mène à mener une vie dissolue.
Les Stranglers évoquent Lenny Bruce dans leur chanson No More Heroes sortie en 1977 en single puis sur l'album éponyme.

## Soutien artistique
Dans le milieu des années 1950, c'est avec l'aide de Lenny Bruce, qui était un fan, que The Addrisi Brothers obtiennent leur première représentation artistique professionnelle. 
Lenny Bruce fait partie, à cette époque, de la même maison de disques que Cal Tjader, Fantasy Records. En 1968, Cal Tjader reprend la chanson Never My Love (sur son album Solar Heat) chantée par The Association, hit numéro 1 de l'année 1967 et surtout composée par les frères Donald Addrisi et Richard Addrisi, que Lenny Bruce adorait. Lenny Bruce est aussi cité dans Broadway Melody of 1974, chanson de l'album de Genesis The Lamb Lies Down on Broadway.
Bob Dylan dit de lui : « I rode with him in a taxi once, only for a mile and a half. Seemed like it took a couple of months. » (« J'ai roulé avec lui dans un taxi une fois, rien que sur deux kilomètres. Il m'a semblé que ça avait pris deux mois »).
Phil Spector a dit de lui : « Lenny Bruce died from an overdose of police. » (« Lenny Bruce est mort d'une overdose de police »).

## Filmographie

### comme scénariste
- 1953 : Dance Hall Racket (en)
- 1954 : Dream Follies de Phil Tucker
- 1954 : The Rocket Man (en)
- 1955 : The Leather Jacket
- 1967 : Lenny Bruce in 'Lenny Bruce'

### comme acteur
- 1953 : Dance Hall Racket (en) de Phil Tucker : Vincent
- 1955 : The Leather Jacket
- 1971 : Thank You Mask Man (en) : The Lone Ranger / Various (voix)

### comme réalisateur
- 1971 : Thank You Mask Man (en)

## Discographie

### Singles 45
- 1957 : Death Row / Ode to a Beat Generation  (Fantasy Records F 541)
- 1957 : My Werewolf Mama / It Don't Take Money  (Fantasy Records F 542)

### Enregistrements LP 33
- 1958 : Interviews Of Our Times (Fantasy Records F 7001, F-1739)
- 1958 : The Sick Humor Of Lenny Bruce EP 4 titres (Fantasy Records EP 4071)
- 1959 : The Sick Humor Of Lenny Bruce (Fantasy Records F 7003)
- 1960 : I Am Not A Nut, Elect Me! (Fantasy Records 7007, F-1875)
- 1961 : American (Fantasy Records F 7011, F-2081) ou Réédition : The Midnight Concert (United Artists Records UAS-6794)
- 1962 : The Best Of Lenny Bruce (Fantasy Records F 7012)
- 1966 : Lenny Bruce is Out Again (Live Recordings:1958-63) (Philles Records PHLP 4010)
- 1966 : Lenny Bruce Is Out Again (Live Recordings 1965) (Philles Records PHLP 4010)
- 1966 : Why Did Lenny Bruce Die? (Capitol records	KAO 2630)
- 1967 : Lenny Bruce (United Artists Records UAL 3580)
- 1971 : Thank You Masked Man (Fantasy F-7017) (réédition 1972 ?)
- 1969 : The Berkeley Concert (2 LP) (Bizarre Records	2XS 6329)
- 1970 : To Is A Preposition; Come Is A Verb (Douglas Records 2) (Knitting Factory CD re-issue (2000) ou 1966?
- 1972 : Carnegie Hall (United Artists Records UAS-9800)
- 1974 : The Law, Language And Lenny Bruce (Phil Spector Records SP 9101)
- 1975 : The Real Lenny Bruce (2 LP) (Fantasy Records F-79003[2])
- 1975 : What I Was Arrested For (Casablanca Records NBLP 7013)
- 1995 : Live 1962: Busted! (Viper's Nest Records, Inc. VN-CD-178)
- 1999 : Live At The Curran Theater 2 CD (Fantasy Records 2FCD-34201-2)
- 2005 : Live in San Francisco

### Compilations
- The Essential Lenny Bruce Politics (Vinyl LP /Douglas 788)
- 1982 : Unexpurgated compilation (Fantasy Records	FASLP 5001)
- 1991 : The Lenny Bruce Originals (Volume 1)
- 1991 : The Lenny Bruce Originals (Volume 2)
- 2004 : Let The Buyer Beware (Long Box 6 CD) (Shout! Factory DK 37109)

### Divers
- Monologues enregistrés (Fantasy Records)[3]
- (Verve Records / Verve-Folkways/Verve-Forecast 3000 series (12 inch LP) FTS 3035  Lenny Bruce (not released)[4]

## Ouvrage
- Irrécupérable, autobiographie, Tristram, 2018.

## Dans la fiction
- Son rôle est interprété en 1974 par l'acteur Dustin Hoffmann dans le biopic Lenny.
- Son rôle est interprété entre 2017 et 2023 par l'acteur Luke Kirby dans la série Mme Maisel, femme fabuleuse.